# Bué
Bué ist eine französische Gemeinde mit 305 Einwohnern (Stand: 1. Januar 2022) im Département Cher in der Region Centre-Val de Loire. Sie gehört zum Arrondissement  Bourges und zum Kanton  Sancerre.

## Lage
Bué liegt etwa 41 Kilometer nordöstlich von Bourges. Umgeben wird Bué von den Nachbargemeinden Sancerre im Norden und Osten, Vinon im Osten und Südosten, Veaugues im Süden und Südwesten, Crézancy-en-Sancerre im Westen sowie Menetou-Râtel im Nordwesten.

## Bevölkerungsentwicklung
| Jahr                       | 1962 | 1968 | 1975 | 1982 | 1990 | 1999 | 2006 | 2017 |
| Einwohner                  | 430  | 412  | 386  | 362  | 351  | 340  | 346  | 313  |
| Quellen: Cassini und INSEE |      |      |      |      |      |      |      |      |

## Sehenswürdigkeiten
- Kirche Sainte-Radegonde

## Persönlichkeiten
- Jean Balland (1934–1998), Bischof von Dijon (1982–1988), Erzbischof von Reims (1988–1995) und Lyon (1995–1998), Kardinal